# 포니 (프로게이머)
포니(본명: 임주완, 1992년 2월 12일 ~ )는 대한민국의 전직 리그 오브 레전드 프로게이머이다. 현재는 게임 해설자로 활동하고 있다. 선수 시절 포지션은 서포터이며 아이디는 Pony를 사용하였다. 현재 리그 오브 레전드 챔피언스 코리아 해설위원을 맡고 있다.

## 선수 시절
LCK의 전신인 LOL the Chapions Summer 2013 예선에 Team NB 라는 인터넷 방송인들로 구성된 팀을 이루어 출전했지만 탈락했다.
이후 예선에 통과한후 League of Legends Champions Winter 2013-2014 에서 본선에 진출했지만 곧바로 NLB(2군)으로 강등된 후 NLB에서도 12강 탈락한다.
다음 시즌인 NLB Spring 2014에선 전 프로게이머 강퀴 훈  등으로 구성된 Team OLYMPUS에 식스맨으로 들어갔지만 팀이 12강으로 추락하면서 이후 그는 해설과 방송에 주력한다.

## 해설 경력
이후 개인 방송으로 LCK 월즈 MSI 등을 중계하고 2023년 1월 5일부터 LCK 공식 해설로 합류했다. 현재는 분석데스크에 있다.